# پاین‌گلن (پنسیلوانیا)
پاین‌گلن (به انگلیسی: Pine Glen) یک منطقهٔ مسکونی در ایالات متحده آمریکا است که در شهرستان سنتر، پنسیلوانیا واقع شده‌است. پاین‌گلن ۰٫۴۶ کیلومتر مربع مساحت و ۱۹۰ نفر جمعیت دارد و ۴۶۶٫۳۵ متر بالاتر از سطح دریا واقع شده‌است.